# Morion (kwarts)
Morion is een kwartsvariëteit die glanzend zwart is. Het mineraal komt vooral voor in Portugal en Kazachstan, maar ook in vele andere gebieden. Morion is eigenlijk zeer donkere rookkwarts.